# Elsa Saisio

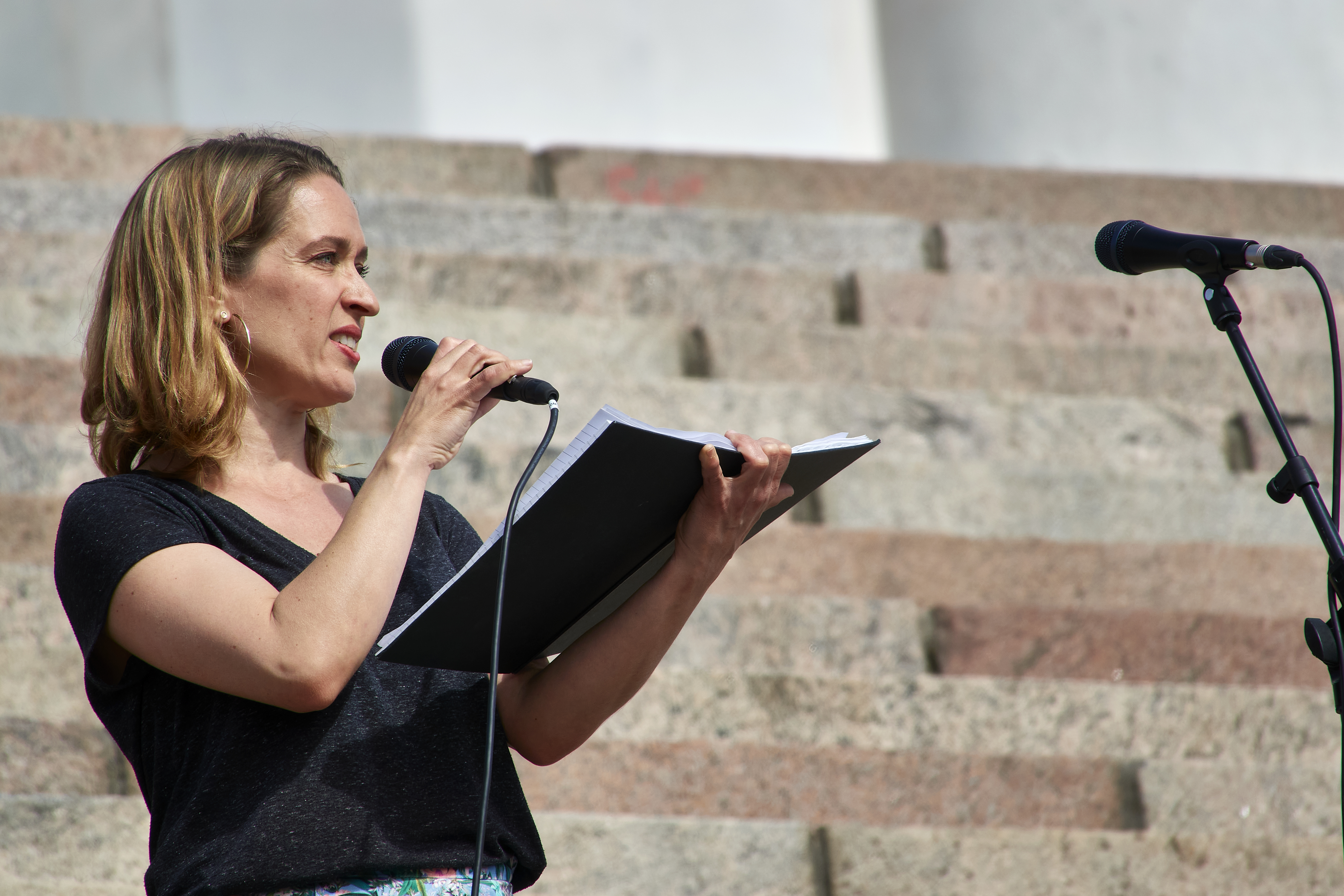
Miitta Sorvali (2022)

Elsa Helena Saisio (* 19. Juli 1981 in Helsinki) ist eine finnische Schauspielerin.

## Leben
Elsa Saiso ist die Tochter der Autorin und Schauspielerin Pirkko Saisio und des 2006 verstorbenen Schauspielers und Musikers Harri Hyttinen. Sie studierte von 1999 bis 2004 an der Theaterakademie Helsinki. Ihre Abschlussarbeit war eine Interviewreihe mit finnischen Schauspielerinnen, unter anderem Seela Sella, Ritva Valkamaa und Laura Malmivaara, welche später als Buch unter dem Titel Katseen alaiset veröffentlicht wurde.
Bereits während ihrer Studienzeit war Saisio in Filmen wie Feuerschlucker und Komplizinnen aus Angst zu sehen. Für ihre Darstellung der Pirjo Suutari in dem von Aleksi Mäkelä inszenierten Krimi wurde Saisio mit einer Nominierung als Beste Hauptdarstellerin für einen Jussi bedacht.
Saiso ist mit dem Schauspieler Timo Välisaari verheiratet. Das Paar hat zwei gemeinsame Kinder, die 2010 und 2015 geboren wurden.

## Filmografie
- 1998: Feuerschlucker (Tulennielijä)
- 2000: Komplizinnen aus Angst (Pelon maantiede)
- 2003: Pahat pojat
- 2017: Nurses (Syke, Fernsehserie, zwei Folgen)
- 2020: Deadwind (Karppi, Fernsehserie, zwei Folgen)
- 2021: Das Geheimnis der versunkenen Yacht (Pertsa & Kilu)